# Cattedrale di Nostra Signora d'Ungheria (Seghedino)
La cattedrale di Nostra Signora d'Ungheria (in ungherese: Magyarok Nagyasszonya Püspöki Székesegyház) è la chiesa cattedrale della diocesi di Seghedino-Csanád, si trova nella città di Seghedino, in Ungheria.

## Storia
In seguito all'esondazione del Tibisco, il 12 marzo 1879, una delle più grandi alluvioni nella storia della città nella quale il 90% delle case vennero distrutte, il consiglio comunale decise di costruire una grande chiesa come voto a Dio misericordioso. L'individuazione di un terreno adatto per tale progetto si rivelò difficile, motivo per cui l'inizio della costruzione fu protratto fino al 1913. A causa dello scoppio della prima guerra mondiale e della recessione economica del 1920, l'edificio venne completato solo nel 1930, su progetto degli architetti Frigyes Schulek ed Ernő Förk. In seguito al Trattato di Trianon, Seghedino divenne sede episcopale delle parti dell'Ungheria precedentemente comprese nella diocesi di Csanád, oggi diocesi di Timișoara, in Romania.

## Descrizione
Si tratta di una chiesa in mattoni in stile neo-romanico, con pianta a croce. La facciata rivolta ad ovest è fiancheggiata da due alte torri campanarie. L'altezza delle due torri frontali è di 91 metri, mentre la cupola, a forma di un tetto a tenda e decorata con un colonnato che la circonda, raggiunge i 54 metri dal suolo.
All'interno è evidente l'influenza dell'Art Nouveau, particolarmente diffusa nella città. Numerosi rilievi, statue e mosaici adornano tutto l'interno della chiesa.